# Change.org
Change.org — американская онлайн-платформа, предназначенная для размещения петиций, ставящая своей целью предоставление инструментов для продвижения гражданских инициатив и решения социальных проблем.
В 2018 году сайт преодолел отметку в 265 миллионов пользователей по всему миру. Проект доступен на 12 языках и имеет представительства в 18 странах.
На сайте помимо прочих продвигаются также спонсируемые кампании. Так, некоммерческие организации, включая Amnesty International и Общество защиты животных Соединённых Штатов, платят сайту Change.org за размещение на нём своих петиций. Также любой желающий (по состоянию на 2016 год) может заплатить сайту некоторую сумму за то, что его петиция (или подписанная им петиция) была показана в дополнительном окне другим пользователям платформы. Эта практика близка принципу работы американских лоббистских фирм, которые в США за деньги продвигают инициативы клиентов. Эффективность портала определить невозможно, так как не всегда видна причинно-следственная связь между результатом той или иной петиции и её размещением на сайте.

## История
Сайт Change.org начал свою работу 7 февраля 2007 года по инициативе главы организации Бена Реттрея и при поддержке главного инженера Марка Димаса, а также Даррена Хааса и Адама Чейера. В феврале 2012 штат компании насчитывал 100 сотрудников, работающих в офисах на четырёх континентах. Ретрей заявил, что к концу 2012 года планируется открыть офисы в 20 странах мира и запустить версии сайта ещё на нескольких языках, включая арабский и китайский. В мае 2013 года компания объявила об инвестиции Сети Омидьяра в проект в размере 15 миллионов долларов США. К этому времени в 18 странах мира работали 170 сотрудников компании.
В 2008 году Change.org стала сотрудничать с MySpace с целью сбора идей граждан США о шагах, которые необходимо предпринять новой администрации Барака Обамы. Аналогичная инициатива выдвигалась платформой-конкурентом change.gov.
В 2011 году организация Change.org заявила, что стала жертвой DoS-атаки со стороны «китайских хакеров», которая, по словам представителей онлайн-платформы, была связана с петицией об освобождении из-под стражи художника Ай Вэйвэя, адресованной государственному совету КНР.
В 2011 году Change.org предложил испанской платформе для продвижения социальных инициатив Actuable войти в состав Change.org и приобрёл её в 2012 году.
В 2012 году Аризонский университет принял решение заблокировать доступ на Change.org в ответ на петицию, созданную студентом Эриком Хэйвудом. Петиция была направлена против повышения стоимости обучения в университете. Представители вуза заявили, что Change.org распространяет спам и что доступ к сайту заблокирован, чтобы «обеспечить безопасность использования ограниченных и ценных сетевых ресурсов университета в учебных, исследовательских и административных целях».
В ответ на этот шаг Джош Леви из организации Free Press заявил, что «запрет доступа к любому законному сайту противоречит духу и принципам сетевого нейтралитета, нарушает свободы академических кругов, а вполне возможно — и Первую поправку к Конституции США».
5 апреля 2012 года в Интернете появилось сообщение о том, что аудитория сайта достигла 10 миллионов пользователей, что сделало Change.org наиболее быстрорастущей платформой для общественных инициатив в Интернете. На тот момент на сайте ежедневно создавалось 500 новых петиций.
13 мая 2012 года The Guardian, BBC News и некоторые другие СМИ сообщили о запуске британской версии сайта Change.org, который становился конкурентом британской некоммерческой организации политического активизма 38 Degrees.
В январе 2013 года президентом и главным операционным директором компании стала Дженнифер Дульски.
В 2013 году в статье журнала Fast Company появилось сообщение о том, что на сайте Change.org вскоре будут отображаться организации, против которых направлены петиции. В статье говорилось: «Впервые компании смогут публиковать свой открытый ответ на любую петицию (в настоящее время они могут отвечать только организатору кампании). Они также получат возможность создавать собственную страницу, на которой будут представлены все петиции против них, количество собранных подписей и статус».
В 2015 году сайт преодолел отметку в 100 миллионов пользователей по всему миру, в России же насчитывается 4,5 миллиона активных пользователей.
В 2018 году количество пользователей платформы выросло до 266 миллионов человек, количество подписавших петиции сервиса по всему миру — почти 604 миллионов.
В начале августа 2021 года ресурс был заблокирован в Белоруссии по решению министерства информации.

## Миссия
Миссия Change.org заключается «в предоставлении людям по всему миру инструментов и ресурсов для того, чтобы они смогли осуществить важные для них перемены».

## Финансирование
Change.org является некоммерческим предприятием. Соответственно, все зарабатываемые компанией средства направляются на поддержку и расширение самой платформы.
Финансирование происходит через спонсированные петиции, которые демонстрируются пользователям при определённых условиях. Если пользователь видит такие петиции и к тому же соглашается на то, что данная организация будет контактировать с ним в будущем, то Change.org получает от спонсирующей организации денежный сбор. Этим сервисом пользуются такие организации как Amnesty International и Общество защиты животных Соединённых Штатов. Такая схема позволяет Change.org оплачивать работу сотрудников. Годовой оборот компании в 2012 году составил 15 миллионов долларов США.
Кроме того, на сайте проекта реализована опция ежемесячных пожертвований. Сумма варьируется от 100 до 800 рублей.

## Плата за дополнительный показ петиции пользователям («продвижение»)
В 2016 году на Change.org существовала услуга «Продвигаемые петиции». Работала она так. После подписания петиции (не каждой) пользователь видел сообщение, в котором ему предлагалось оплатить подписанной петиции определённому количеству «заинтересованных пользователей» в дополнительном всплывающем окне. Пример расценок за одну из петиций:
- 150 руб. — петиция будет показана 116 заинтересованным пользователям;
- 300 руб. — петиция будет показана 232 заинтересованным пользователям;
- 500 руб. — петиция будет показана 386 заинтересованным пользователям.

Таким образом, чем больше сумма платы, тем больше пользователей увидят петицию. В конце прейскуранта также было размещено уточнение: «Чем больше сумма, тем больше людей увидят эту петицию и получат приглашение её подписать» (см. скрин-шот в разделе).
Взимание средств за продвижение петиций понравилось не всем пользователям портала. На Change.org появилась петиция, адресованная команде этого сайта, с требованием прекратить платный показ петиций, «особенно если речь идёт о больных и страдающих людях». После появления этой петиции администрация портала 4 октября 2016 года разместила пояснение (в виде ответов на вопросы неназванного пользователя) что такое платное «продвижение» петиций. В этом пояснении руководство сайта сослалось на аналогичный опыт взимания денег за «спонсируемые» посты и сообщения на Facebook и в Twitter. При этом плата проводится только через одну платёжную систему, а расчёты идут в долларах США.
Взимание средств за продвижение петиции является практикой, заимствованной у американских лоббистских фирм, которые за деньги продвигают инициативы своих клиентов (по изменению действующего или принятию нового правового акта). В Соединённых Штатах Америки практику лоббистов оправдывают на основе Первой поправке к Конституции США, дающей право гражданам подавать петиции в органы государственной власти.

## Известные петиции

### Россия
Российская версия международной платформы отдельно отмечает победившие петиции на одном из разделов сайта. Большинство петиций направлены руководителям государства, отдельных федеральных и краевых ведомств, представителям церкви. Наибольшей поддержкой, как правило, заручаются обращения, привлекающие внимание к вопиющим нарушениям законодательства или прав человека, чаще всего в социально чувствительных вопросах.
Один из ярких примеров — дело Эли Бейсеновой — девочки-сироты из Приморского края. В августе 2015 года краевой суд на надуманном основании отказал семейной паре из Германии, желающей принять Элю в свою семью, в праве удочерить девочку. После того как петиция набрала более 350 тысяч подписей и получила активное освещение в СМИ, Верховный суд отменил ранее вынесенное решение, и девочка-инвалид попала в приёмную семью.
Схожую судьбу имели петиции о возобновлении лечения детей в детском саду для детей с нарушением зрения в Магнитогорске, о предотвращении начала промышленного забоя дальневосточных тюленей. Петиции, набрав в краткие сроки несколько сотен тысяч подписей от людей из разных городов и стран, вынуждают власти обращать внимание на возмутившие общество проблемы.
Зачастую в дополнение к петиции на сайте change.org в органы власти направляются стандартные обращения и собранные подписи на бумаге, поэтому порой неясно, какой из инструментов сильнее всего помог в решении заявленной проблемы. Подобная ситуация сложилась вокруг планировавшейся в июне 2015 года установки памятника князю Владимиру на Воробьёвых горах в Москве к годовщине крещения Руси. Благоустроенная незадолго до этого Смотровая площадка уже была разобрана и окружена строительным забором, но с помощью платформы change.org (80 тысяч подписей) к этим действиям было привлечено внимание, прежде всего местных жителей и студентов МГУ. В результате установка монумента на первоначальном месте, инициированная Российским военно-историческим обществом и поддержанная Мосгордумой, была отменена.
Англоязычная версия сайта и авторы некоторых победивших петиций дают советы, как добиться успеха со своим обращением. Прежде всего, это понятная постановка проблемы и максимальное распространение информации через СМИ и социальные сети, обращение напрямую в соответствующие органы власти.
Свои петиции на портале размещают также некоторые известные российские политики, причем разных взглядов. Один из руководителей КПРФ, В. Ф. Рашкин в июле 2016 года опубликовал петицию об увольнении неназванных должностных лиц, которые, по его мнению, ненадлежащим образом отремонтировали улицы Москвы. Председатель Яблока Э. Э. Слабунова тоже в июле 2016 года опубликовала петицию за отставку министра спорта России В. Л. Мутко. Обе петиции были опубликованы в период кампании по выборам в Государственную думу, в которой участвовали в качестве кандидатов как В. Ф. Рашкин, так и Э. Э. Слабунова.

### США
8 марта 2012 года на Change.org стартовала петиция «Привлеките к ответственности убийцу нашего 17-летнего сына Трейвона Мартина». Эту петицию поддержали более 2,2 миллиона пользователей, что на тот момент стало кампанией, получившей самое большое число подписей за всю историю Change.org.
Петиция призывала к уголовному преследованию Джорджа Циммермана, который, совершая 26 февраля 2012 года обход района в качестве общественного патрульного, застрелил чернокожего подростка Трейвона Мартина из Санфорда, штат Флорида. Циммерман заявил, что выстрелил в целях самообороны и после допроса был отпущен на свободу. 11 апреля 2012 года Циммерман был арестован по обвинению в убийстве второй степени. После судебного процесса, продолжавшегося в июне и июле, Циммерман был оправдан и выпущен на свободу.

### Европа
В 2012 году 21-летний студент Филипп Матесанс из Германии создал петицию с целью разрешения скачивания контента с сайта YouTube при помощи сторонних сервисов. Петиция набрала более 4,3 миллиона подписей.
В феврале 2013 года около одного миллиона жителей Испании, что эквивалентно двум процентам населения страны, подписали петицию, призывающую всех членов правительства Испании подать в отставку. Акция была мотивирована беспрецедентным коррупционным скандалом, в котором оказались задействованы ключевые лидеры Народной партии, в том числе премьер-министр Испании Мариано Рахой.

### Казахстан
Петицию на сайте Сhange.org разместила гражданская активистка Инга Иманбай. Петиция была направлена на отставку премьер-министра Казахстана Карима Масимова. Она говорит, что 15 августа выросло количество пользователей, поддержавших петицию, но во второй половине дня доступа к сайту в Казахстане уже не было. По состоянию на 12 июля 2024 года сайт остаётся недоступным для казахстанцев.

## Результативность петиций
По словам руководителя платформы в России Дмитрия Савёлова, по глобальной статистике Change.org «в среднем в час побеждает одна петиция. В России как минимум одна петиция в день добивается поставленного результата».
Если учесть, что, по словам Савёлова, в России в месяц на портале регистрируются около 3 тыс. петиций, то доля «победивших» петиций составляет около 1 % от их общего числа.
Одним из главных пунктов критики платформы change.org является отсутствие связи с российским законодательством, а в связи с этим — отсутствие у платформы реальных механизмов воздействия на политику властей, а у подписей — юридической силы. Отмечается, что даже самые успешные петиции могут не привести к каким-либо значимым изменениям. Пример тому — требование заменить уничтожение «санкционной» еды её безвозмездной передачей нуждающимся категориям граждан России. Несмотря на то, что она собрала больше 500 тысяч подписей, это пока не нашло никакого отражения в официальных документах и поправках к ним.
Такой показатель как количество петиций, которые «побеждают» в день выше в США, чем в России. В странах ЕС он ниже, чем в Российской Федерации.
Однако петиции имеют определённое влияние на российские органы власти, которые регистрируются на портале и даже отвечают на петиции. Известно, что на Change.org зарегистрировано Министерство здравоохранения Российской Федерации. Кроме того, имеют место случаи, когда проблему, затронутую в петиции, решали в итоге не государственные органы, а обычные граждане.

## Критика
Существует также мнение, что число подписей под петициями нельзя считать достоверным ввиду возможной накрутки их количества: платформа не позволяет определить ни правильность заполнения персональных данных, ни реальность существования подписывающего лица на самом деле; для голосования достаточно лишь e-mail адреса, которые свободно регистрируются в неограниченных количествах. Такую точку зрения, в частности, выразили блогер Антон Носик и пресс-секретарь Президента России Владимира Путина Дмитрий Песков.
Также под критику общественности попало нахождение серверов головного сайта Change.org в США. По этой причине автор одной из петиций о продлении детских пособий до трёх лет закрыла свою петицию, набравшую 200 тысяч подписей, объявив сайт американской провокацией с целью дискредитации президента РФ.
Некоторые критики высказывают также мнение о том, что онлайн-платформа собирает персональные данные о российских гражданах, участвующих в проекте, чтобы потом передавать их юридическим лицам, аффилированным с Change.org, или другим поставщикам услуг. Согласно данной позиции, персональная информация о пользователях может обрабатываться в любой стране, где есть представительство Change.org.

### Ответ на критику
Защитники проекта говорят, что несмотря на отсутствие у подписей юридической силы, кампании на Change.org и не создаются с целью прямого воздействия на органы власти. Сбор подписей, как отмечает руководитель русскоязычного сегмента Change.org Дмитрий Савёлов, — это лишь первый шаг на пути к объединению людей вокруг определённых общественно значимых проблем. Не менее важны и дальнейшие совместные усилия участников проекта: проведение онлайн и других акций, а также общение с прессой. Подписываясь под петицией, человек демонстрирует свою заинтересованность в решении определённой проблемы. По словам Дмитрия Савёлова, «важно понимать, что авторы собирают главным образом не подписи, а людей вокруг своей проблемы, потому что за каждой подписью стоит реальный человек, который всегда может помочь. Кто-то может поделиться своими знаниями, советами, другие — контактами, временем, деньгами. Создание петиции — шаг очень простой, важна потом дальнейшая работа с адресатами, со СМИ, экспертами».
Чем больше людей проявили свой интерес, тем больше у петиции шансов привлечь внимание СМИ. Это, в свою очередь, может в конце концов повлиять и на позицию органов власти. Именно так произошло с делом Эли Бейсеновой: петиция привлекла внимание СМИ, в том числе и телевидения, и обрела большой общественный резонанс, после чего поддержку авторам петиции оказали Павел Астахов и депутаты Госдумы.

## Похожие проекты в России
Российская общественная инициатива — сайт для выдвижения гражданских инициатив, на котором верификация пользователей проводится через систему идентификации ЕСИА, поддерживаемую государством. Последнее обязано рассматривать петиции, набравшие 100 000 и более голосов.
Площадка «Новая газета» для сбора подписей граждан также представляет собой схожую инициативу.
Эти проекты, однако, не так популярны в России, как Change.org